# Груленко Михайло Васильович
Миха́йло Васи́льович Груле́нко (1904, Конотоп Чернігівська губернія, Російська імперія — 4 серпня 1941, біля села Левківки, тепер Новоархангельського району Кіровоградської області) — український радянський партійний діяч, депутат Верховної Ради УРСР першого скликання (1938—1941). Член ЦК КП(б)У в 1940—1941 роках. Депутат Верховної Ради СРСР першого скликання (1940—1941).

## Біографія
Народився в родині робітника-столяра паровозоремонтного заводу в місті Конотоп, тепер Сумська область, Україна. Закінчив чотирикласне початкове залізничне училище на станції Конотоп Південно-Західної залізниці. У квітні 1919 — вересні 1920 року — розсильний матеріального складу головних майстерень Конотопського паровозного депо. У 1920 році вступив до комсомолу.
У вересні 1920 — червні 1921 року — слухач курсів телеграфістів у місті Конотопі. У червні 1921 — вересні 1922 року — охоронець залізниці у Конотопі. У вересні 1922 — квітні 1924 року — чорнороб, у квітні 1924 — березні 1925 року — помічник слюсаря Конотопського паровозного депо. Обирався секретарем комсомольського осередку депо, секретарем Конотопського районного комітету комсомолу.
У березні 1925 — листопаді 1926 року — завідувач агітаційно-пропагандистського відділу Шосткинського районного комітету комсомолу (КСМУ) Глухівського округу. У листопаді 1926 — лютому 1927 року — секретар Середино-Будського районного комітету комсомолу (КСМУ) Глухівського округу. У лютому — вересні 1927 року — секретар Путивльського районного комітету комсомолу (КСМУ) Глухівського округу.
Член ВКП(б) з березня 1927 року.
У вересні 1927 — вересні 1928 року — курсант радянської партійної школи в Чернігові, у вересні 1928 — липні 1929 року — курсант радянської партійної школи ІІ-го ступеня в Полтаві.
У липні 1929 — листопаді 1930 року — інструктор Чернігівського окружного комітету КП(б)У. У листопаді 1930 — червні 1931 року — голова ЦК Спілки робітників мистецтв у місті Чернігові. У червні 1931 — березні 1932 року — завідувач Чернігівського районного відділу народної освіти.
У березні 1932 — жовтні 1933 року — завідувач відділу культурно-просвітницької роботи Богуславського районного комітету КП(б)У Київської області.
У жовтні 1933 — червні 1936 року — заступник начальника політичного відділу з партійної роботи Федорівського радгоспу Великобурлуцького району Харківської області. З 1937 року — начальник політичного відділу Федорівського радгоспу Харківської області.
У 1938 році (до березня) — інструктор сільськогосподарського відділу ЦК КП(б)У. З березня до квітня 1938 року — відповідальний організатор відділу керівних партійних органів ЦК КП(б)У по Вінницькій області.
У квітні 1938 — листопаді 1939 року — 2-й секретар Організаційного бюро ЦК КП(б)У по Кам'янець-Подільській області, 2-й секретар Кам'янець-Подільського обласного комітету КП(б) України.
26 червня 1938 року був обраний депутатом до Верховної Ради УРСР 1-го скликання по Красилівській виборчій окрузі № 3 Кам'янець-Подільської області.
Після приєднання Західної України до УРСР, з жовтня до листопада 1939 року працював головою Тимчасового управління Станіславського воєводства. Постановою Політичного бюро ЦК КП(б)України (№ 860-оп) 27 листопада 1939 Груленко був призначений 1-м секретарем Станіславського обласного комітету КП(б) України. Також був обраний депутатом Народних Зборів Західної України.
У листопаді 1939 — червні 1941 року — 1-й секретар Станіславського обласного і міського комітетів КП(б) України.
З червня 1941 року — член Військової ради 12-ї армії Південно-Західного фронту. Зник безвісти (загинув) 4 серпня 1941 року.
Останки Груленка були знайдені в 2005 році біля села Левківки Новоархангельського району Кіровоградської області та ідентифіковані Головним бюро судово-медичної експертизи Міністерства охорони здоров'я України. У 2006 році перепохований на Алеї Героїв в парку Вічної Слави в місті Києві.